# Quintrell Thomas
Quintrell Thomas (n. Nueva York); 21 de febrero de 1990) es un jugador de baloncesto estadounidense con nacionalidad jamaicana. Con 2,03 metros de altura juega en la posición de pívot. 

## Trayectoria deportiva
Es un jugador natural de Nueva York, formado en la St. Patrick High School situada en Elizabeth, Nueva Jersey, antes de ingresar en 2008 en la Universidad de Kansas en Lawrence, Kansas, donde jugaría durante una temporada la NCAA con los Kansas Jayhawks. Tras una temporada en blanco, ingresa en la Universidad de Nevada, Las Vegas, donde disputaría tres temporadas la NCAA con los UNLV Runnin' Rebels, desde 2010 a 2013. 
Después de no ser seleccionado en el draft de la NBA de 2013, comenzó su carrera profesional en el BC Kirovgrad de la Higher League, la segunda división de baloncesto de Ucrania, donde se convirtió en el segundo mejor anotador de la Liga con unos promedios de 19,8 puntos y 10,5 rebotes por partido y lograría el título de liga.
El 24 de octubre de 2014, Thomas firmó con el Grupo Desportivo Interclube de la Liga de Baloncesto de Angola, donde jugaría durante dos temporadas.
El 24 de diciembre de 2016, Thomas firmó con Al-Hilal de la Premier League saudí, donde lideró la liga en rebotes con 12,7 por partido, además de 24,1 puntos, 2,4 asistencias y 1,3 tiros bloqueados por partido. 
En abril de 2017, se incorporó Al-Ittihad por el resto de la temporada, con el que ganó el campeonato de la Premier League saudita de 2017, liderando a su equipo en anotaciones y rebotes durante los Playoffs.
El 1 de marzo de 2018, Thomas firmó con el U.D. Oliveirense de la Liga Portuguesa de Basquetebol, con el que ganó el título del Campeonato de la Liga, disputando 22 partidos en los que promedió 12 puntos, 7,2 rebotes y 1 tapón por partido. También lograría el título de la Supercopa de Portugal.
El 9 de agosto de 2018, Thomas firmó con el Maccabi Hod HaSharon de la National League, de la segunda división de Israel. En 30 partidos jugados durante la temporada 2018-19, lideró la liga en anotaciones (23,5), rebotes (12,1) con una valoración de 29,3. 
El 4 de julio de 2019, Thomas firmó con el Ironi Kiryat Ata B.C. de la Ligat Winner, en el que promedió 18,2 puntos, 12,1 rebotes y 1,2 asistencias por partido. 
El 8 de octubre de 2020, Thomas firmó con Al Khor de la Liga de Baloncesto de Qatar. 
En julio de 2021, Thomas firma por el Pallacanestro Next Nardò de la Serie A2 del baloncesto italiano, con el que disputó 20 partidos donde en 25 minutos de promedio aportó al equipo 13.6 puntos y 8.2 rebotes. 
El 26 de septiembre de 2022, firma por el Defensor Sporting Club de Uruguay, donde disputó 29 partidos con una media de 30 minutos jugados, 15,6 puntos, 9,5 rebotes y 21,1 de valoración.
El 1 de octubre de 2023, firma por el Força Lleida Club Esportiu de la Liga LEB Oro.
El 31 de octubre de 2023, deja de formar parte de club leridano.